# Chi-mo-ka-ma

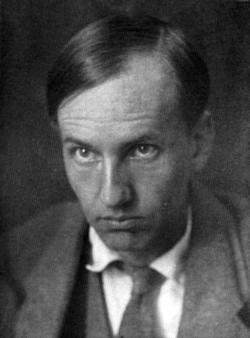
Dan Andersson

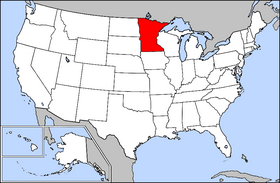
Minnesota, i rött, på en karta över USA.

Chi-mo-ka-ma: berättelser från norra Amerika är en kortroman av den svenske författaren Dan Andersson (1888–1920). Romanen utspelar sig i USA:s svenskbygder i Minnesota där Andersson själv vistades i åtta månader som fjortonåring 1902.
Andersson, som idag är mest känd för sin lyrik, skrev Chi-mo-ka-ma mellan slutet av 1916 och april 1917 när han var i ekonomisk kris. Han skickade romanen till Bonniers och bad om "någon liten summa". Bonniers erbjöd honom ett honorar på 300 kronor, vilket han accepterade. Ungefär en tredjedel av innehållet utgallrades dock på Bonniers begäran och publicerades under rubriken "Vildmarksliv: upplevelser på Canadiska gränsen" i Ny Tid under augusti och september 1917, efter det att Andersson ägnat sommaren åt korrekturläsning och redigering av manuskriptet.
Boken antogs, men gavs ut först 1920, ett par veckor efter Anderssons död. 
Efter Bonniers utgåva 1920 har romanen även getts ut av Tiden 1922, Dalaförlaget 1975, Zinderman 1978 och Bakhåll 2002.
Chi-mo-ka-ma:s berättare, som förefaller vara i Anderssons egen ålder då han skrev boken, dvs runt 29, strövar i romanen omkring i Minnesotas vildmark. Han träffar olika original som indianen Röda Suggan, Stammering Frank, den vildsinte irländaren Pat Collie, lösdrivaren Frederick Blackbury, indiankvinnan Linnie, och svenskhataren gubben Harrot. Tjuvjakt, pälsaffärer, knivslagsmål, luffarliv och supande beskrivs ingående på en talspråkspräglad prosa, snabb och anekdotisk. Handlingen följer ingen rät linje, utan mynnar ofta ut i olika stickspår, vilket har uppfattats ge boken en spontan och modern prägel. 